# 羽島市立中央小学校
羽島市立中央小学校（はしましりつ ちゅうおうしょうがっこう）は、岐阜県羽島市にある公立小学校。

## 通学区域
- 通学区域は正木町三ツ柳の一部、竹鼻町狐穴の一部、竹鼻町飯柄の一部、竹鼻町蜂尻 、竹鼻町駒塚、江吉良町、舟橋町上中町長間、上中町一色の一部である。公立中学校の進学先は羽島市立中央中学校である[1]。

## 沿革
- 1954年（昭和29年）12月 - 竹ヶ鼻第二小学校と江吉良小学校の統合の議論が始まる[注釈 1]。
- 1957年（昭和32年）9月 - 竹ヶ鼻第二小学校と江吉良小学校を統合し、羽島市立中央小学校として開校。校舎未完成のため、旧・竹ヶ鼻第二小学校と旧・江吉良小学校の校舎を仮校舎とする。
- 1958年（昭和33年）
  - 1月 - 現在地に校舎（木造）が完成。落成式と開校式が行われる。完全学校給食開始。
  - 4月 - 校区の変更により、上中町の一部の児童が上中小学校から転入する。
- 1961年（昭和36年）8月 - プール竣工。
- 1967年（昭和42年）3月 - 国旗掲揚塔・時計台完工。
- 1968年（昭和43年）3月 - 体育館竣工。
- 1972年（昭和47年）8月 - 職員室と校長室が中舎東側へ移転完了。
- 1973年（昭和48年）2月 - 南舎鉄筋3階建て校舎（普通教室6教室）竣工。
- 1976年（昭和51年）12月 - 木造校舎1教室と北舎便所撤去（～昭和52年3月）。
- 1977年（昭和52年）8月 - 新校舎（現・北舎）増築竣工。北舎便所新設。
- 1979年（昭和54年）7月 - 南舎木造3教室。
- 1980年（昭和55年）3月 - 新校舎増築竣工（特別教室6・普通教室4）。
- 1985年（昭和60年）
  - 2月 - 校舎増改築（管理棟・昇降口棟）竣工。
  - 8月 - プール竣工（高学年用・低学年用）。
- 1986年（昭和61年）
  - 8月 - 北舎大規模改築工事完成。
  - 11月 - 中央小学校30周年記念式典挙行。
- 1988年（昭和63年）11月 - 体育館改修工事完成。
- 1996年（平成8年）11月 - 中央小学校40周年記念式典挙行。「ゆめ夢広場」造成。
- 1998年（平成10年）5月 - ニワトリ飼育小屋完成。
- 1999年（平成11年）7月 - 第1回「チャレンジ!木曽川筏下り」実施。
- 2004年（平成16年）4月 - 学校の教育目標「生きる力を育てよう・学ぶ力・ともに生きる力・がんばる力」を設定。
- 2006年（平成18年）11月 - 中央小学校創立50周年記念式典挙行し、ふれあい夢広場開催。
- 2007年（平成19年）8月 - 北舎耐震工事。
- 2008年（平成20年）4月 - 学校の教育目標「夢を拓く・自分の頭で考える・仲間のしあわせのために助け合う・じょうぶな手足で創り出す」を設定。
- 2009年（平成21年）2月 - 通級指導教室「つばさ」開設。
- 2011年（平成23年）8月 - ジャングルジム完成。
- 2012年（平成24年）
  - 2月 - 南舎耐震工事・大改修。
  - 3月 - 放課後児童教室プレハブ校舎完成。
  - 9月 - 輪くぐり遊具完成。
- 2013年（平成25年）8月 - チェーン・ネット・クライムの遊具完成。
- 2014年（平成26年）5月 - ウォータークーラー10台設置。
- 2015年（平成27年）
  - 3月 - 体育館耐震工事完了。
  - 8月 - 屋内運動場費構造部材耐震化工事完了。
  - 9月 - 保健室シャワー設置。
- 2016年（平成28年）5月 - 複合遊具設置。
- 2017年（平成29年）3月 - 校舎空調機設置。体育館ステージ裏ドア増設工事完了。

## 学校周辺
- ファミリーマート羽島牧野店
- 岐阜県道118号羽島稲沢線

## アクセス
- 羽島市コミュニティバス「牧野」バス停下車後、徒歩約390m・約6分。
  - 「東・はしまわる線」左回りで、
    - JR東海東海道新幹線岐阜羽島駅（名古屋鉄道竹鼻線新羽島駅）から、「牧野」バス停まで12分、下車後徒歩。
    - 名古屋鉄道竹鼻線羽島市役所前駅（バス停は「市役所前駅東」）から、「牧野」バス停まで6分、下車後徒歩。

  - 「東・はしまわる線」右回りで、
    - 名古屋鉄道竹鼻線不破一色駅（バス停は「不破一色駅東」）から、「牧野」バス停まで34分、下車後徒歩。
    - 名古屋鉄道竹鼻線須賀駅から、「牧野」バス停まで27分、下車後徒歩。

  - 「南部線」で、名古屋鉄道竹鼻線羽島市役所前駅から、「牧野」バス停まで5分、下車後徒歩。